# Zvi Biener
Zvi Biener ist ein Wissenschaftsphilosoph und -historiker, der als Associate Professor an der University of Cincinnati lehrt. Biener ist seit 2023 Vorsitzender der International Society for the History and Philosophy of Science (HOPOS) und war zwischen 2021 und 2023 stellvertretender Vorsitzender. Zudem ist er Chefredakteur des Preprint-Servers PhilSci-Archive der University of Pittsburgh.

## Werdegang
Biener absolvierte bis 1995 ein Doppelstudiums der Physik und Philosophie an der Rutgers University. Er erlangte 2005 den Grad eines Master of Arts in Philosophie an der University of Pittsburgh. Dort promovierte er 2008 im Fach Geschichte und Philosophie der Wissenschaft mit der Arbeit The Unity of Science in Early-Modern Philosophy: Subalternation, Metaphysics and the Geometrical Manner in Scholasticism, Galileo and Descartes.
Er begann seine akademische Laufbahn 2007 als Lecturer an der Western Michigan University und war ab 2008 Assistant Professor für Philosophie. 2011 folgte er einem Ruf an die University of Cincinnati, an der er 2017 zum Associate Professor ernannt wurde.
Bieners Forschungsschwerpunkte liegen auf der Wissenschaftstheorie und -geschichte des 17. Jahrhunderts, Isaac Newton und dem Newtonianismus.

## Publikationen (Auswahl)
Herausgeberschaften
- mit Eric Schliesser (Hrsg.): Newton and Empiricism. Oxford University Press, Oxford 2014, ISBN 978-0-19-933709-5.
- mit Marcus Adams, Uljana Feest, Jacqueline A. Sullivan (Hrsg.): Eppur si muove. Doing History and Philosophy of Science with Peter Machamer; a Collection of Essays in Honor of Peter Machamer. Springer, Cham 2017, ISBN 978-3-319-52766-6.

Artikel
- Zvi Biener (2004): Galileo’s First New Science: The Science of Matter. In: Perspectives on Science, 12 (3), 262–287.
- Zvi Biener (2016): Hobbes on the Order of Sciences: A Programmatic Defense of the Mathematization Thesis. In: The Southern Journal of Philosophy, 54 (3), 312–332.
- Vicente Raja Galian, Zvi Biener und Tony Chemero (2017): From Kepler to Gibson. In: Ecological Psychology, 29 (2), 146–160.
- Zvi Biener und Eric Schliesser (2017): The Certainty, Modality, and Grounding of Newton’s Laws. In: Monist, 100 (3), 311–325.
- Zvi Biener (2017): De Gravitatione Reconsidered: The Changing Significance of Experimental Evidence for Newton’s Metaphysics of Space. In: The Journal of the History of Philosophy, 55 (4), 583–608.
- Zvi Biener (2020): Definitions more Geometrarum and Newton’s Evolving Views on Space. In: Studies in History and Philosophy of Science, 72 (2), 179–191.
- Newtonianism. An Introduction. In: Dana Jalobeanu, Charles T. Wolfe (Hrsg.): Encyclopedia of Early Modern Philosophy and the Sciences. Springer, Cham 2022, ISBN 978-3-319-31067-1, S. 1555–1558.